# Chiesa di San Filippo (Benevento)
La chiesa di San Filippo Neri, di stile barocco, si trova nella città di Benevento, tra il Rione Triggio e il Rione Fravola.

## Storia
La chiesa fu costruita nel 1724 su progetto di Filippo Raguzzini, per volere dell'arcivescovo Vincenzo Maria Orsini, poi papa Benedetto XIII.
Egli la donò nel 1725 ai Chierici Regolari di San Camillo de Lellis (chiamati comunemente Padri Crociferi) assegnando loro una cospicua rendita, i diritti e gli emolumenti della vicina chiesa parrocchiale di San Donato. La consacrazione della chiesa e dei tre altari si svolse solennemente nel 1727.
I Padri Crociferi, inoltre, acquistarono dal canonico Bibliotecario della Chiesa Metropolitana Pellegrini un gruppo di case adiacenti alla nuova chiesa (il luogo prima era detto San Secondino perché vi era un'antica chiesa dedicata al santo), e qui costruirono il loro Collegio con un orfanotrofio.
Nel 1806, con l'avvento del principato napoleonico, gli ordini religiosi della città vennero soppressi, ed i beni dei Crociferi furono dichiarati demaniali. Ripristinato il governo pontificio, questi beni vennero restituiti al cardinale arcivescovo Domenico Spinucci per riaprire alcune case religiose, o fondarne altre con le residuali rendite. I chierici di San Camillo non tornarono più qui, ma occuparono il monastero dei Padri Celestini con l'annessa chiesa di Santa Caterina.
Nel 1820 il cardinale Spinucci fondò un reclusorio per fanciulle povere ed orfane. Aperto dal cardinale arcivescovo Giovanni Battista Bussi nel 1831, ospitò anche orfane di guerra.

## Descrizione
La chiesa ha una originale pianta centrale, con bracci a croce greca che si diramano da un cerchio anziché da un quadrato. Questo è coperto da una cupola con estradosso poligonale, che oggi però, a seguito di un restauro, è più elevato di quello originario.
All'interno, sull'altare di destra si trava un dipinto della Madonna del Rosario (XVIII secolo), su quello di sinistra San Filippo, opera di Nicola Ciletti: San Filippo (altare a sinistra). L'abside è decorata da un grande affresco di A. Trivisonno con Santa Giovanna Antide Touret, fondatrice dell'ordine protettore dell'orfanatrofio femminile qui stabilito nel 1820.
Davanti alla chiesa si trova un piccolo giardino, nel quale sulla destra, poggiata su un semplice basamento, è una statua in bronzo del Bambino di Praga.